# Primera División de Chile 1964
Primera División de Chile 1964 var den chilenska högstaligan i fotboll för herrar för säsongen 1964, som slutade med att Universidad de Chile vann för fjärde gången.

## Kvalificering för internationella turneringar
- Copa Libertadores 1965
  - Vinnaren av Primera División: Universidad de Chile

## Sluttabell
| Plac. | Lag                  | S  | V  | O  | F  | GM | IM | MSK | Poäng |
| ----- | -------------------- | -- | -- | -- | -- | -- | -- | --- | ----- |
| 1     | Universidad de Chile | 34 | 21 | 10 | 3  | 72 | 28 | 44  | 52    |
| 2     | Universidad Católica | 34 | 18 | 7  | 9  | 78 | 50 | 28  | 43    |
| 3     | Santiago Wanderers   | 34 | 17 | 9  | 8  | 55 | 37 | 18  | 43    |
| 4     | Colo-Colo            | 34 | 18 | 4  | 12 | 75 | 52 | 23  | 40    |
| 5     | Rangers              | 34 | 15 | 10 | 9  | 59 | 58 | 1   | 40    |
| 6     | Unión Española       | 34 | 14 | 11 | 9  | 65 | 61 | 4   | 39    |
| 7     | Deportes La Serena   | 34 | 14 | 9  | 11 | 56 | 55 | 1   | 37    |
| 8     | Everton              | 34 | 14 | 7  | 13 | 67 | 56 | 11  | 35    |
| 9     | Unión La Calera      | 34 | 13 | 9  | 12 | 49 | 52 | -3  | 35    |
| 10    | Magallanes           | 34 | 12 | 10 | 12 | 55 | 51 | 4   | 34    |
| 11    | Audax Italiano       | 34 | 10 | 12 | 12 | 50 | 51 | -1  | 32    |
| 12    | Santiago Morning     | 34 | 11 | 7  | 16 | 53 | 64 | -11 | 29    |
| 13    | Green Cross          | 34 | 11 | 6  | 17 | 36 | 52 | -16 | 28    |
| 14    | Coquimbo Unido       | 34 | 7  | 12 | 15 | 36 | 50 | -14 | 26    |
| 15    | Unión San Felipe     | 34 | 8  | 10 | 16 | 51 | 70 | -19 | 26    |
| 16    | Palestino            | 34 | 10 | 5  | 19 | 44 | 68 | -24 | 25    |
| 17    | San Luis             | 34 | 7  | 11 | 16 | 22 | 43 | -21 | 25    |
| 18    | Ferrobádminton       | 34 | 9  | 5  | 20 | 44 | 69 | -25 | 23    |

| Primera División Vinnare av Primera División 1964 |
| ------------------------------------------------- |
| Chile                                             |
| Universidad de Chile 4:e titeln                   |